# 초해상도
초해상도(superresolution)는 좋은 광학 설계나 이미지 처리를 통해 해상도를 향상시키는 기술이다.
초고해상도 이미징(Super-resolution imaging, SR)은 이미징 시스템의 해상도를 향상(증가)시키는 기술 종류이다. 광학 SR에서는 시스템의 회절 한계가 초월되는 반면 기하학적 SR에서는 디지털 이미징 센서의 해상도가 향상된다.
일부 레이더 및 소나 이미징 응용 분야(예: 자기 공명 영상(MRI), 고해상도 컴퓨터 단층 촬영)에서는 부분 공간 분해 기반 방법(예: MUSIC) 및 압축 감지 기반 알고리즘(예: SAMV)을 사용하여 표준에 비해 SR을 달성한다.
초고해상도 이미징 기술은 일반 영상 처리 및 초고해상도 현미경 검사에 사용된다.

## 같이 보기
- 오버샘플링
- 역문제
- 딥러닝